# Alex Valderrama
Alex "Didi" Valderrama (Santa Marta, 1 oktober 1960) is een voormalig profvoetballer uit Colombia, die speelde als aanvaller gedurende zijn loopbaan. Hij is een neef van middenvelder Carlos Valderrama.

## Clubcarrière
Valderrama speelde profvoetbal van 1979 tot 1995, en kwam achtereenvolgens uit voor Unión Magdalena, Millonarios, Unión Magdalena, Atlético Junior, Atlético Nacional, Deportivo Táchira, Unión Magdalena, Anzoátegui, en Deportivo Unicosta.

## Interlandcarrière
Valderrama kwam in totaal 22 keer (vijf doelpunten) uit voor de nationale ploeg van Colombia in de periode 1979-1988. Hij maakte zijn debuut op 18 juli 1979 in de vriendschappelijke wedstrijd tegen Peru. Hij viel in dat duel in voor Arnoldo Iguarán.
| Interlands van Alex "Didi" Valderrama voor Colombia | Interlands van Alex "Didi" Valderrama voor Colombia | Interlands van Alex "Didi" Valderrama voor Colombia | Interlands van Alex "Didi" Valderrama voor Colombia | Interlands van Alex "Didi" Valderrama voor Colombia | Interlands van Alex "Didi" Valderrama voor Colombia |
| №                                                   | Datum                                               | Wedstrijd                                           | Uitslag                                             | Competitie                                          | Goals                                               |
| Als speler van Unión Magdalena                      | Als speler van Unión Magdalena                      | Als speler van Unión Magdalena                      | Als speler van Unión Magdalena                      | Als speler van Unión Magdalena                      | Als speler van Unión Magdalena                      |
| --------------------------------------------------- | --------------------------------------------------- | --------------------------------------------------- | --------------------------------------------------- | --------------------------------------------------- | --------------------------------------------------- |
| 1                                                   | 18 juli 1979                                        | Peru – Colombia                                     | 0 – 1                                               | Oefeninterland                                      |                                                     |
| 2                                                   | 1 augustus 1979                                     | Venezuela – Colombia                                | 0 – 0                                               | Copa América                                        |                                                     |
| 3                                                   | 14 juli 1983                                        | Colombia – Chili                                    | 2 – 2                                               | Oefeninterland                                      | 1' 46'                                              |
| 4                                                   | 26 juli 1983                                        | Ecuador – Colombia                                  | 0 – 0                                               | Oefeninterland                                      |                                                     |
| 5                                                   | 29 juli 1983                                        | Colombia – Ecuador                                  | 0 – 0                                               | Oefeninterland                                      |                                                     |
| 6                                                   | 14 augustus 1983                                    | Bolivia – Colombia                                  | 0 – 1                                               | Copa América                                        | 74'                                                 |
| 7                                                   | 28 augustus 1983                                    | Colombia – Peru                                     | 2 – 2                                               | Copa América                                        |                                                     |
| 8                                                   | 31 augustus 1983                                    | Colombia – Bolivia                                  | 2 – 2                                               | Copa América                                        | 2'                                                  |
| Als speler van Atlético Junior                      |                                                     |                                                     |                                                     |                                                     |                                                     |
| 9                                                   | 26 juli 1984                                        | Colombia – Peru                                     | 1 – 1                                               | Oefeninterland                                      |                                                     |
| 10                                                  | 24 augustus 1984                                    | Colombia – Argentinië                               | 1 – 0                                               | Oefeninterland                                      |                                                     |
| 11                                                  | 9 oktober 1984                                      | Mexico – Colombia                                   | 1 – 0                                               | Oefeninterland                                      |                                                     |
| 12                                                  | 11 oktober 1984                                     | Verenigde Staten – Colombia                         | 1 – 0                                               | Oefeninterland                                      |                                                     |
| 13                                                  | 1 februari 1985                                     | Colombia – Zwitserland                              | 2 – 2                                               | Oefeninterland                                      | 47'                                                 |
| 14                                                  | 10 februari 1985                                    | Colombia – Polen                                    | 1 – 2                                               | Oefeninterland                                      |                                                     |
| 15                                                  | 14 februari 1985                                    | Colombia – Polen                                    | 1 – 0                                               | Oefeninterland                                      |                                                     |
| 16                                                  | 19 april 1985                                       | Colombia – Paraguay                                 | 2 – 2                                               | Oefeninterland                                      |                                                     |
| 17                                                  | 25 april 1985                                       | Brazilië – Colombia                                 | 2 – 1                                               | Oefeninterland                                      |                                                     |
| Als speler van Atlético Nacional                    |                                                     |                                                     |                                                     |                                                     |                                                     |
| 18                                                  | 30 maart 1988                                       | Colombia – Canada                                   | 3 – 0                                               | Oefeninterland                                      |                                                     |
| 19                                                  | 14 mei 1988                                         | Verenigde Staten – Colombia                         | 0 – 2                                               | Oefeninterland                                      |                                                     |
| 20                                                  | 17 mei 1988                                         | Schotland – Colombia                                | 0 – 0                                               | Oefeninterland                                      |                                                     |
| 21                                                  | 19 mei 1988                                         | Finland – Colombia                                  | 1 – 3                                               | Oefeninterland                                      |                                                     |
| 22                                                  | 24 mei 1988                                         | Engeland – Colombia                                 | 1 – 1                                               | Oefeninterland                                      |                                                     |

## Erelijst
Atlético Nacional
- Copa Libertadores

1989
- Copa Interamericana

1989